# Открытый чемпионат Франции по теннису 2014
Открытый чемпионат Франции по теннису 2014 года — 113-й розыгрыш ежегодного профессионального теннисного турнира серии Большого шлема, проводящегося во французском Париже на кортах местного теннисного центра «Roland Garros». Традиционно выявляются победители соревнования в девяти разрядах: в пяти — у взрослых и четырёх — у старших юниоров. Матчи основных сеток прошли с 25 мая по 8 июня. Соревнование традиционно завершало основной сезон турниров серии на данном покрытии.
Прошлогодние победители среди взрослых:
- в мужском одиночном разряде —  Рафаэль Надаль
- в женском одиночном разряде —  Серена Уильямс
- в мужском парном разряде —  Боб Брайан и  Майк Брайан
- в женском парном разряде —  Екатерина Макарова и  Елена Веснина
- в смешанном парном разряде —  Луция Градецкая и  Франтишек Чермак

## Соревнования

### Взрослые

#### Мужчины. Одиночный турнир
Рафаэль Надаль обыграл  Новака Джоковича со счётом 3-6, 7-5, 6-2, 6-4.
- Надаль выигрывает французский турнир в 9-й раз за последние 10 розыгрышей.
- Джокович во 2-й раз за последние три розыгрыша французского турнира играет здесь в финале.

#### Женщины. Одиночный турнир
Мария Шарапова обыграла  Симону Халеп со счётом 6-4, 6-7(5), 6-4.
- Шарапова выигрывает 1-й турнир Большого шлема в сезоне и 5-й за карьеру.
- Халеп уступила свой дебютный финал на турнирах Большого шлема.

#### Мужчины. Парный турнир
Жюльен Беннето /  Эдуар Роже-Васслен обыграли  Марселя Гранольерса /  Марка Лопеса со счётом 6-3, 7-6(1).
- Представители Франции прервали серию из 26 турниров Большого шлема без титулов.
- На домашнем соревновании их аналогичная серия продолжалась 29 турниров.

#### Женщины. Парный турнир
Се Шувэй /  Пэн Шуай обыграли  Сару Эррани /  Роберту Винчи со счётом 6-4, 6-1.
- Се выигрывает свой 15-й подряд финал в туре ассоциации, а Пэн — 10-й.
- Китаянки выигрывают 1-й турнир Большого шлема в сезоне и 2-й за совместную карьеру.

#### Микст
Анна-Лена Грёнефельд /  Жан-Жюльен Ройер обыграли  Юлию Гёргес /  Ненада Зимонича со счётом 4-6, 6-2, [10-7].
- Представитель Нидерландов выигрывает турнир впервые с 1994 года, а представительница Германии — впервые с 1930 года.

### Юниоры

#### Юноши. Одиночный турнир
Андрей Рублёв обыграл  Хауме Мунара со счётом 6-2, 7-5.
- Представители России прерывают серию из 18 турниров без титулов на соревнованиях серии Большого шлема.
- Представитель Испании сыграл в финале французского турнира Большого шлема впервые с 2001 года.

#### Девушки. Одиночный турнир
Дарья Касаткина обыграла  Ивану Йорович со счётом 6-7(5), 6-2, 6-3.
- Представительница России в 5-й раз за последние 16 лет добралась до финала на французском турнире Большого шлема, но впервые победила.
- Представительница Сербии/Сербии и Черногории добралась до финала на турнирах Большого шлема впервые за 39 турниров.

#### Юноши. Парный турнир
Бенжамен Бонзи /  Кантен Алис обыграли  Лукаса Мидлера /  Акиру Сантиллана со счётом 6-3, 6-3.
- Представители Франции прерывают серию из 18 турниров Большого шлема без побед.
- На домашнем соревновании аналогичная серия продолжалась 17 турниров.

#### Девушки. Парный турнир
Йоана Дуку /  Йоана Лоредана Рошка обыграли  Кэтрин Картан Беллис /  Маркету Вондроушову со счётом 6-1, 5-7, [11-9].
- Представительницы Румынии прерывают серию из 19 турниров без титулов на соревнованиях серии.
- Мононациональная румынская пара побеждает на подобных турнирах впервые за 30 соревнований.